# Janusz Kostrzewski
Janusz Kostrzewski (ur. 1946 roku w Chorzowie, zm. 24 czerwca 2022) – polski artysta fotograf. Członek rzeczywisty Okręgu Wielkopolskiego Związku Polskich Artystów Fotografików.

## Życiorys
Janusz Kostrzewski ukończył (m.in.) Uniwersytet im. Adama Mickiewicza w Poznaniu (Wydział Prawa) – związany z wielkopolskim środowiskiem fotograficznym – mieszkał w Poznaniu (dzieciństwo spędził w Katowicach). Był wieloletnim wykładowcą m.in. fotografii, prawa autorskiego na Uniwersytecie im. Adama Mickiewicza oraz pomysłodawcą, założycielem i kuratorem Galerii Obok – funkcjonującej przy poznańskim uniwersytecie. Miejsce szczególne w jego twórczości zajmowała fotografia dziecięca, fotografia eksperymentalna oraz fotografia reklamowa. 
Janusz Kostrzewski był autorem, współautorem wielu wystaw fotograficznych – w Polsce i za granicą; indywidualnych, zbiorowych oraz pokonkursowych – na których otrzymał wiele akceptacji, medali, nagród wyróżnień, dyplomów, listów gratulacyjnych. Uczestniczył w pracach jury (jako członek oraz przewodniczący) – w wielu ogólnopolskich konkursach fotograficznych.
Był członkiem rzeczywistym Okręgu Wielkopolskiego Związku Polskich Artystów Fotografików (legitymacja nr 513). W 1997 roku został przyjęty w poczet członków rzeczywistych Fotoklubu Rzeczypospolitej Polskiej Stowarzyszenia Twórców. Decyzją Komisji Kwalifikacji Zawodowych Fotoklubu RP, otrzymał dyplom potwierdzający kwalifikacje do wykonywania zawodu artysty fotografa, fotografika (legitymacja nr 081). W działalności Fotoklubu RP uczestniczył do 2021. Został pochowany 30 czerwca 2022 na cmentarzu Junikowo w Poznaniu.

## Odznaczenia
- Złoty Medal „Za Fotograficzną Twórczość”[18][19]
- Srebrny Medal „Za Zasługi dla Rozwoju Twórczości Fotograficznej”[18][19]